# Эрантес
Эрантес (лат. Aeranthes) — род многолетних травянистых растений семейства Орхидные.
Аббревиатура родового названия в промышленном и комнатном цветоводстве — Aerth.
Распространены в Африке, на Мадагаскаре, Коморских островах, Реюньоне и Маврикии.
Эпифиты.
Некоторые представители рода и гибриды с их участием популярны в комнатном и оранжерейном цветоводстве, а также широко представлены в ботанических садах.

## Этимология
Название рода Aeranthes происходит от греческого слова

## Морфологическое описание
Моноподиальные растения мелких и средних размеров.
Стебель вертикальный, покрыт влагалищами листьев.
Листья двурядно расположенные, кожистые, 15-25 см.
Цветки у многих видов ароматные в сумерках или ночью.

## Виды

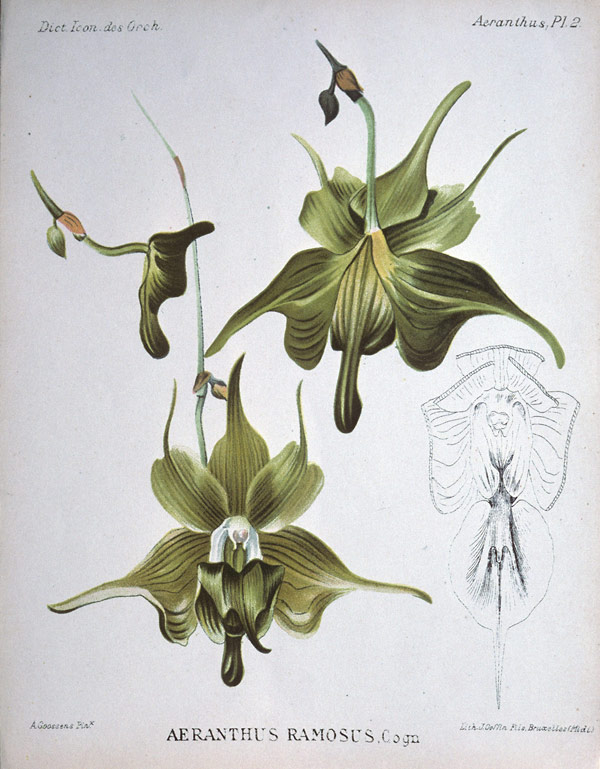
Aeranthes ramosa. Ботаническая иллюстрация из книги «Dictionnaire Iconographique des Orchidees», 1896 г.

По информации базы данных The Plant List (2013), род включает 45 видов
.
- Aeranthes adenopoda H.Perrier, 1938
- Aeranthes aemula Schltr., 1925
- Aeranthes africana J.Stewart, 1978
- Aeranthes albidiflora Toill.-Gen., Ursch & Bosser, 1960
- Aeranthes ambrensis Toill.-Gen., Ursch & Bosser, 1960
- Aeranthes angustidens H.Perrier, 1938
- Aeranthes antennophora H.Perrier, 1938
- Aeranthes arachnites (Thouars) Lindl., 1824
- Aeranthes bathieana Schltr., 1925
- Aeranthes campbelliae Hermans & Bosser, 2003
- Aeranthes carnosa Toill.-Gen., Ursch & Bosser, 1960
- Aeranthes caudata Rolfe, 1901
- Aeranthes crassifolia Schltr., 1925
- Aeranthes denticulata Toill.-Gen., Ursch & Bosser, 1960
- Aeranthes dentiens Rchb.f., 1885
- Aeranthes ecalcarata H.Perrier, 1938
- Aeranthes filipes Schltr., 1913
- Aeranthes grandiflora Lindl., 1824
- Aeranthes hermannii Frapp. ex Cordem., 1895
- Aeranthes hymenanthus (Rchb.f. ex Benth. & Hook.f.) Griseb.
- Aeranthes laxiflora Schltr., 1925
- Aeranthes leandriana Bosser, 1971
- Aeranthes moratii Bosser, 1971
- Aeranthes multinodis Bosser, 1971
- Aeranthes neoperrieri Toill.-Gen., Ursch & Bosser, 1960
- Aeranthes nidus Schltr., 1925
- Aeranthes orophila Toill.-Gen., 1959
- Aeranthes orthopoda Toill.-Gen., Ursch & Bosser, 1960
- Aeranthes parkesii G.Will., 1990
- Aeranthes parvula Schltr., 1913
- Aeranthes peyrotii Bosser, 1971
- Aeranthes polyanthemus Ridl., 1886
- Aeranthes ramosa Rolfe, 1901
- Aeranthes robusta Senghas, 1987
- Aeranthes sambiranoensis Schltr., 1925
- Aeranthes schlechteri Bosser, 1970
- Aeranthes setiformis Garay, 1972
- Aeranthes setipes Schltr., 1925
- Aeranthes strangulata Frapp. ex Cordem., 1895
- Aeranthes strangulatus Frapp. ex Cordem.
- Aeranthes subramosa Garay, 1972
- Aeranthes tenella Bosser, 1971
- Aeranthes tricalcarata H.Perrier, 1939
- Aeranthes tropophila Bosser, 1971
- Aeranthes virginalis D.L.Roberts, 2005

## Охрана исчезающих видов
Все виды рода Aeranthes входят в Приложение II Конвенции CITES. Цель Конвенции состоит в том, чтобы гарантировать, что международная торговля дикими животными и растениями не создаёт угрозы их выживанию.

## В культуре
Температурная группа от умеренной до тёплой, в зависимости от особенностей экологии вида.
Растения содержат в условиях с хорошей циркуляцией воздуха и высокой относительной влажностью воздуха.

## Искусственные межродовые гибриды
По данным The International Orchid Register.
- Aeranthes × Aerangis = Thesaera
- Aeranthes × Angraecum = Angranthes
- Aeranthes × Angraecum × Cyrtorchis = Angraecyrtanthes
- Aeranthes × Angraecum × Jumellea = Angranthellea
- Aeranthes × Jumellea = Jumanthes
- Aeranthes × Vanda = Vandaeranthes